# 奥尔姆沙伊德
奥尔姆沙伊德是德国莱茵兰-普法尔茨州的一个市镇。总面积4.87平方公里，总人口163人，其中男性82人，女性81人（2011年12月31日），人口密度33人/平方公里。